# ПАС на літніх Олімпійських іграх 1924
Південно-Африканський Союз брав участь у VII літніх Олімпійських іграх 1924 року в Парижі (Франція) (уп'яте за свою історію) й виборов три олімпійські медалі: 1 — золоту, 1 — срібну та 1 — бронзову.

## Золото
- Бокс, чоловіки, до 53,5 кг — Вільям Сміт.

## Срібло
- Легка атлетика, чоловіки, 110 м з перешкодами — Сідней Аткінсон.

## Бронза
- Легка атлетика, чоловіки, ходьба на 10 км — Сесіл Макмастер.